# 부산신항만 (기업)
부산신항만주식회사(釜山新港灣株式會社, Pusan Newport Company, PNC)는 부산신항 컨테이너 터미널 30개 선석을 건설하고, 5만톤급 6개 선석(2 km)을 개발 및 운영하고 있는 주식회사다. DP World, 삼성물산, 한국컨테이너부두공단, 한진중공업, 현대건설, 금호산업, 대우건설 등의 업체에서
공동으로 투자해서 설립했다.

## 연혁
- 1996년 3월 2일 민자유치 대상사업 선정
- 1997년 9월 5일 부산신항만(주) 설립
- 2000년 12월 20일 부산신항 개발사업 기공식
- 2001 11월 17일 북컨테이너부두 1-1단계(2 km) 착공
- 2002년 1월 10일 1-1단계 부두시설 위탁운영 계약
- 2006년 1월 19일 신항터미널 개장(3개 선석)
- 2009년 6월 10일 1-2단계 3선석 준공식

## 시설
- 안벽: 2 km (선석 6개소)
- 면적: 1.2 백만제곱미터
- 최대장치능력: 83,472 TEU

## 장비
- 안벽 크레인: 21 대
- 야드 크레인: 63 대(자동화장비 40대 , 수동장비 17대, 철송장비 4대 )2015년 자동화장비 5대 도입예정
- 야드 트랙터: 147대 2015년부터 지속적으로 신규장비 투입예정
- 이동장비 : E/H 17대(16 ~ 32), R/S 5대(16, 17, 18, 19, 20)